# Immergrün

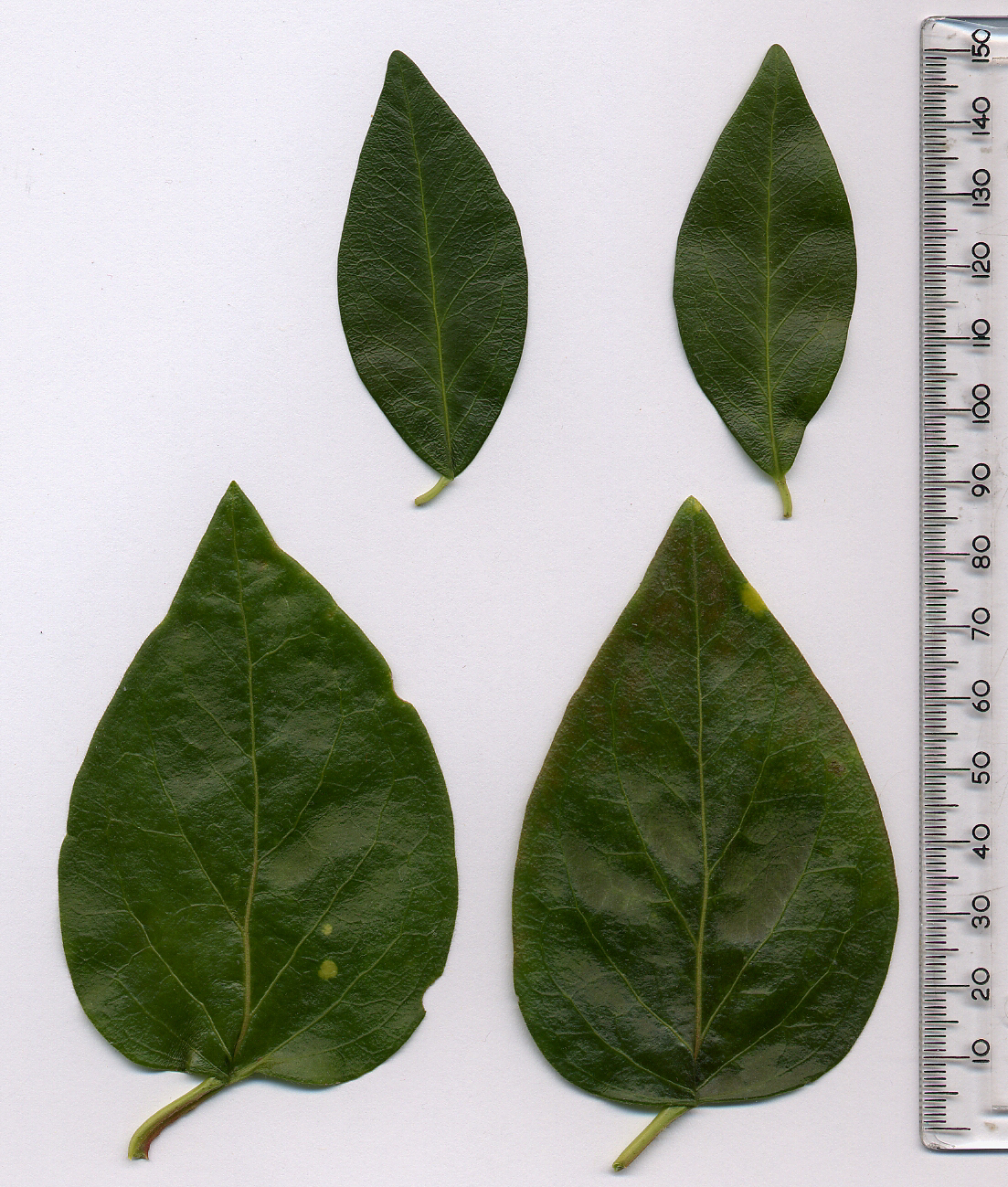
Blätter von Vinca major (unten) und Vinca minor (oben)

Immergrün (Vinca) ist eine Pflanzengattung in der Familie der Hundsgiftgewächse (Apocynaceae). Sie ist eine der beiden auch in Mitteleuropa vorkommenden Gattungen der vor allem in den Tropen verbreiteten Familie Apocynaceae.

## Beschreibung

### Vegetative Merkmale
Die Vinca-Arten sind mehrjährige krautige Pflanzen bis Halbsträucher. Entgegen dem Gattungsnamen sind nicht alle Vinca-Arten immergrün: Das Krautige Immergrün verliert im Winter seine Laubblätter und ist daher sommergrün. Sie besitzen Stolonen und einen wässerigen, klaren Milchsaft. Die gegenständig angeordneten Laubblätter sind kurz gestielt. Die Blattspreiten sind einfach und ganzrandig.

### Generative Merkmale
Die Blüten stehen meist einzeln in den Blattachseln, oder selten zu zweit in zymösen Blütenständen.
Die zwittrigen Blüten sind radiärsymmetrisch und fünfzählig mit doppelter Blütenhülle. Der Kelch ist klein und beständig. Die fünf blauen, violetten oder weißen Kronblätter sind röhrig verwachsen. Die Innenfläche der Kronröhre ist behaart oder es sind Schüppchen vorhanden. Die Kronlappen sind kürzer als die Kronröhre und überlappen sich. Es ist nur ein Kreis mit fünf Staubblättern vorhanden; sie sind mit der Kronröhre verwachsen, aber untereinander frei. Zwei oberständige Fruchtblätter sind genährt und der eine Griffel ist schlank mit einem Griffelkopf. Es sind längliche, oft beständige, Nektarien vorhanden.
Aus jeder befruchteten Blüte entwickeln sich zwei Balgfrüchte. Die Balgfrüchte sind 35 bis 40 Millimeter lang und enthalten vier bis acht Samen. Die Samen sind glänzend.

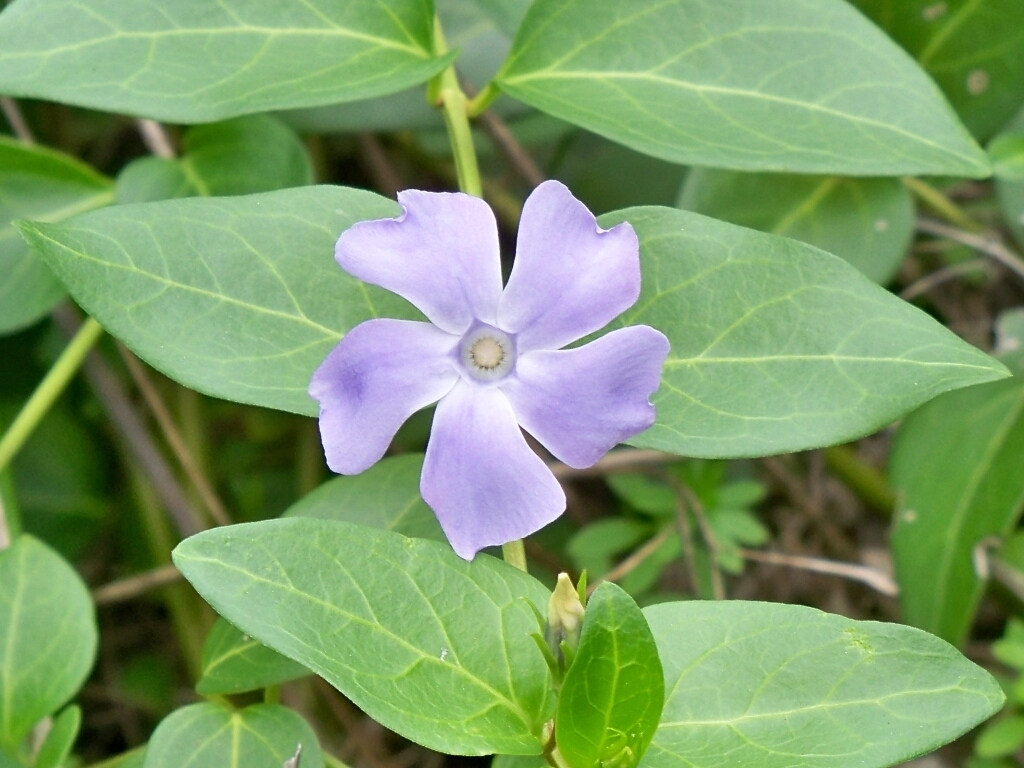
Mittleres Immergrün (Vinca difformis)

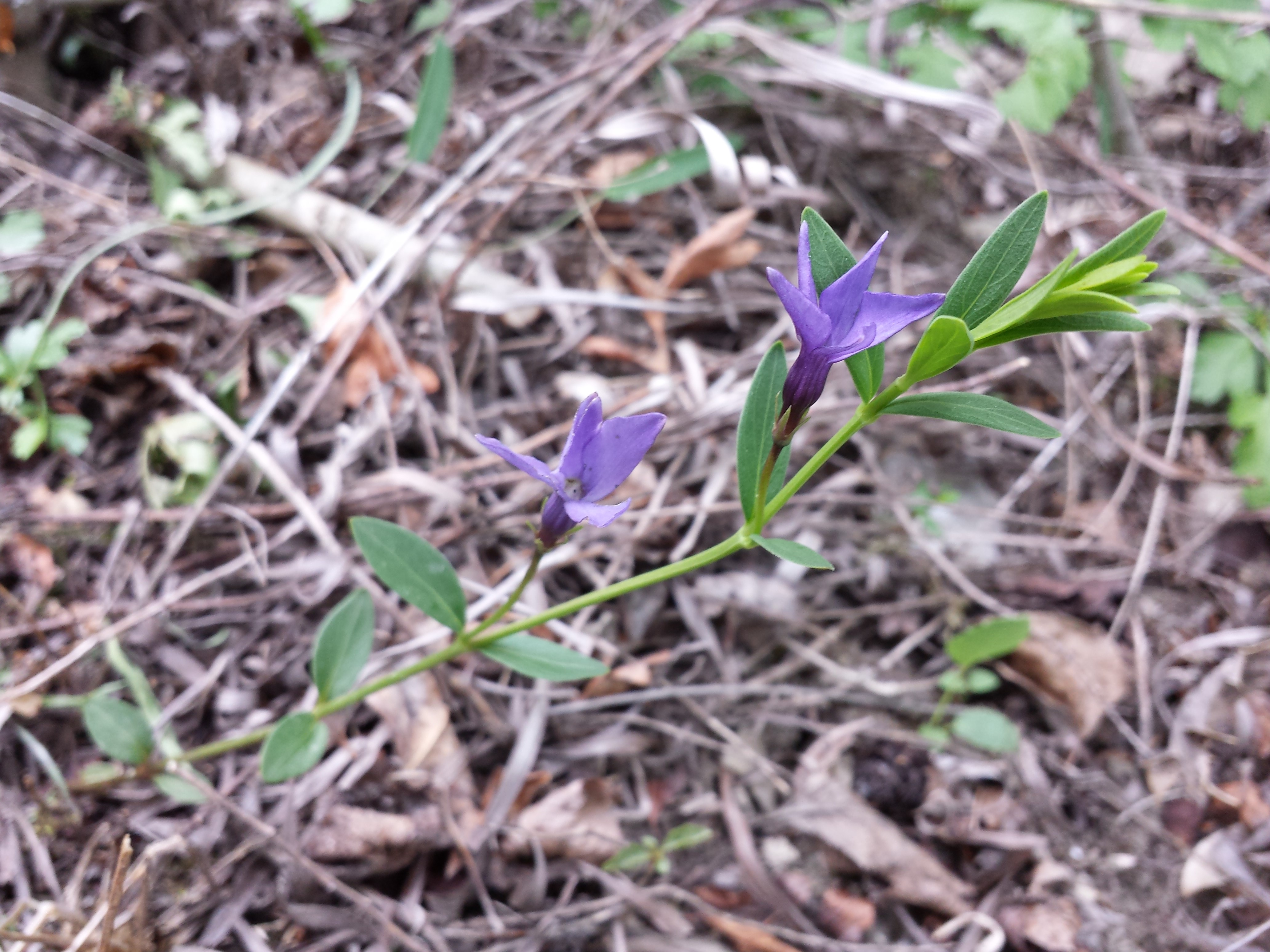
Krautiges Immergrün (Vinca herbacea)

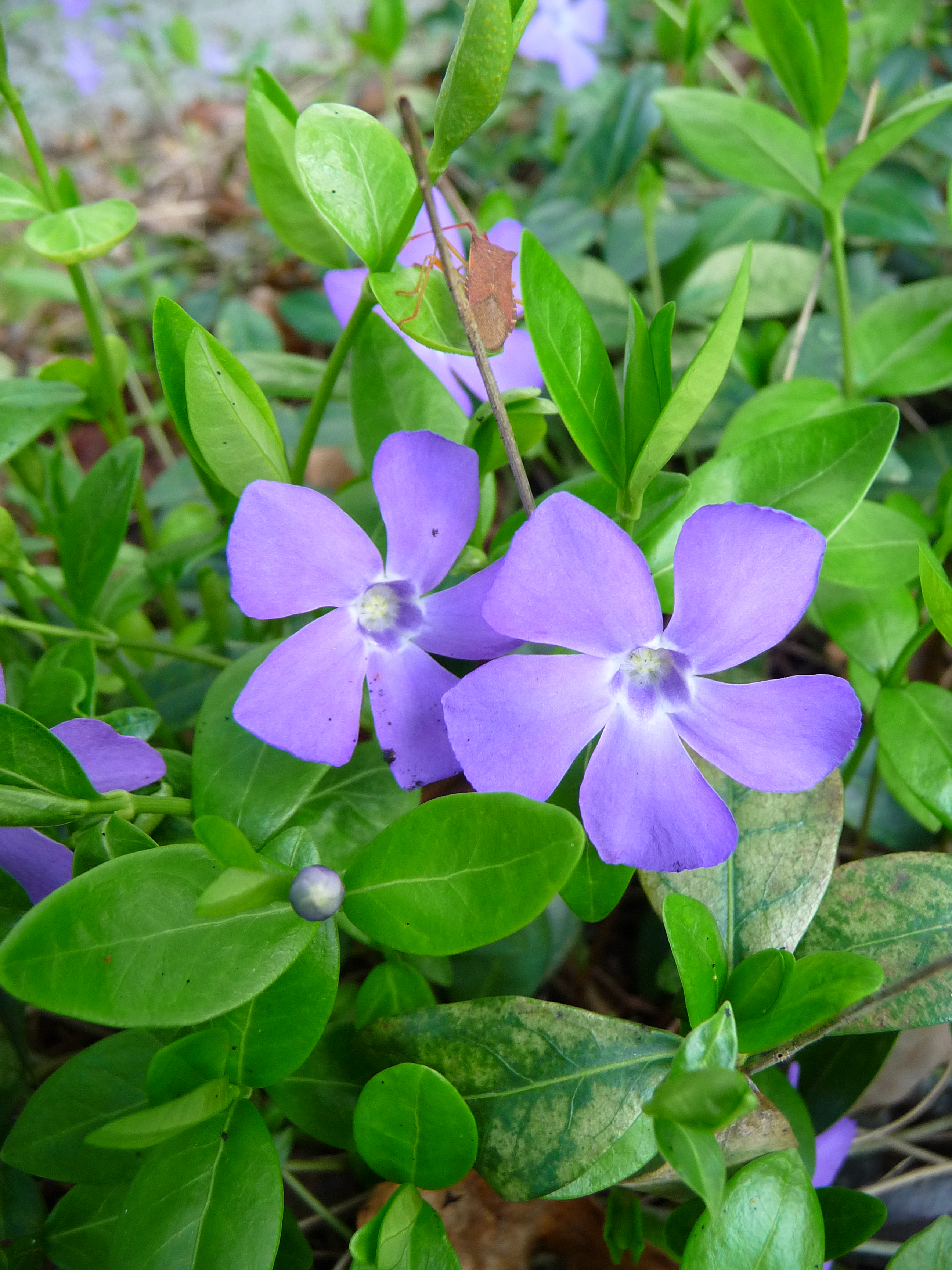
Kleines Immergrün (Vinca minor)

## Systematik und Verbreitung
Die Gattung Vinca wurde 1753 durch Carl von Linné in Species Plantarum, Tomus 1, S. 209 aufgestellt. Der botanische Gattungsname Vinca ist abgeleitet von lateinisch vinca pervinca, von pervincire für „umwinden, Kränze binden“; in Bezug auf die langen biegsamen Stängel.
Die Vinca-Arten sind von Europa bis Westasien verbreitet.
Es gibt fünf bis sieben (bis zwölf) Arten in der Gattung Vinca (Auswahl):
- Mittleres Immergrün (Vinca difformis Pourr.): Es gibt etwa zwei Unterarten:
  - Vinca difformis Pourr. subsp. difformis
  - Vinca difformis subsp. sardoa Stearn
- Aufrechtes Immergrün (Vinca erecta Regel & Schmalh.): Es kommt von Zentralasien bis ins nordöstliche Afghanistan vor.[3]
- Krautiges Immergrün (Vinca herbacea Waldst. & Kit.)
- Vinca ispartensis Koyuncu & Eksi: Sie wurde 2015 aus der Türkei erstbeschrieben.[3]
- Kleines Immergrün (Vinca minor L.)
- Großes Immergrün (Vinca major L.): Je nach Autor gibt es wenige Unterarten:
  - Vinca major subsp. balcanica (Pénzes) Kozuharov & A.V.Petrova
  - Vinca major subsp. hirsuta (Boiss.) Stearn
  - Vinca major L. subsp. major
- Vinca soneri Koyuncu: Sie wurde 2012 aus der Türkei erstbeschrieben.[3]

Einige ehemalige bei Vinca eingeordnete Arten gehören heute zu Catharanthus, darunter auch das arzneilich bedeutsame Madagaskar-Immergrün. Verschiedene Sorten von Catharanthus werden als Beet- und Balkonpflanzen mit unterschiedlichen Blütenfarben kultiviert.

## Verwendung
Zwei Arten werden als Zierpflanzen in Parks und Gärten genutzt und verwildern leicht.
Bekannt ist vor allem das Kleine Immergrün (Vinca minor), welches eine alte Volksarznei-Pflanze ist und noch in der Homöopathie verwendet wird. Vincaalkaloide aus Catharanthus roseus werden als Zytostatika verwendet.

## Geschichte
Seit der zweiten Hälfte des 15. Jahrhunderts wurde eine „Singrüen“ „Ingrüen“ (Immergrün) genannte Pflanze als die „Klematis“ des Dioskurides und des Galen, und/oder als die „Vicapervica“ des Plinius gedeutet. Die Beschreibungen des Habitus der Pflanze und die beigefügten naturgetreuen Abbildungen in den Büchern der Väter der Botanik ermöglichten eine eindeutige Zuordnung der Pflanze „Immergrün“ zur Art Vinca minor.
Nach Otto Brunfels wurde das Immergrün in der Volksmedizin („bei den gemeinen Empirici“) äußerlich als Auflage zur Behandlung der ausbleibenden Monatsblutung („der erkalteten Gebärmutter“) und des „erkalteten Magens“ verwendet. Als Symbol der Unsterblichkeit diente es nach Hieronymus Bock als Grabbeilage. Bock gab auch an, dass „trüber und abgefallener Wein“ wieder lauter werde, wenn man etwas Immergrünkraut darin wirken lasse.
Im Bundesanzeiger Nr. 173 vom 18. September 1986 veröffentlichte die Kommission E des ehemaligen Bundesgesundheitsamtes eine (Negativ-)Monographie über Immergrünkraut. Darin wird eine therapeutische Anwendung nicht empfohlen.

## Historische Abbildungen

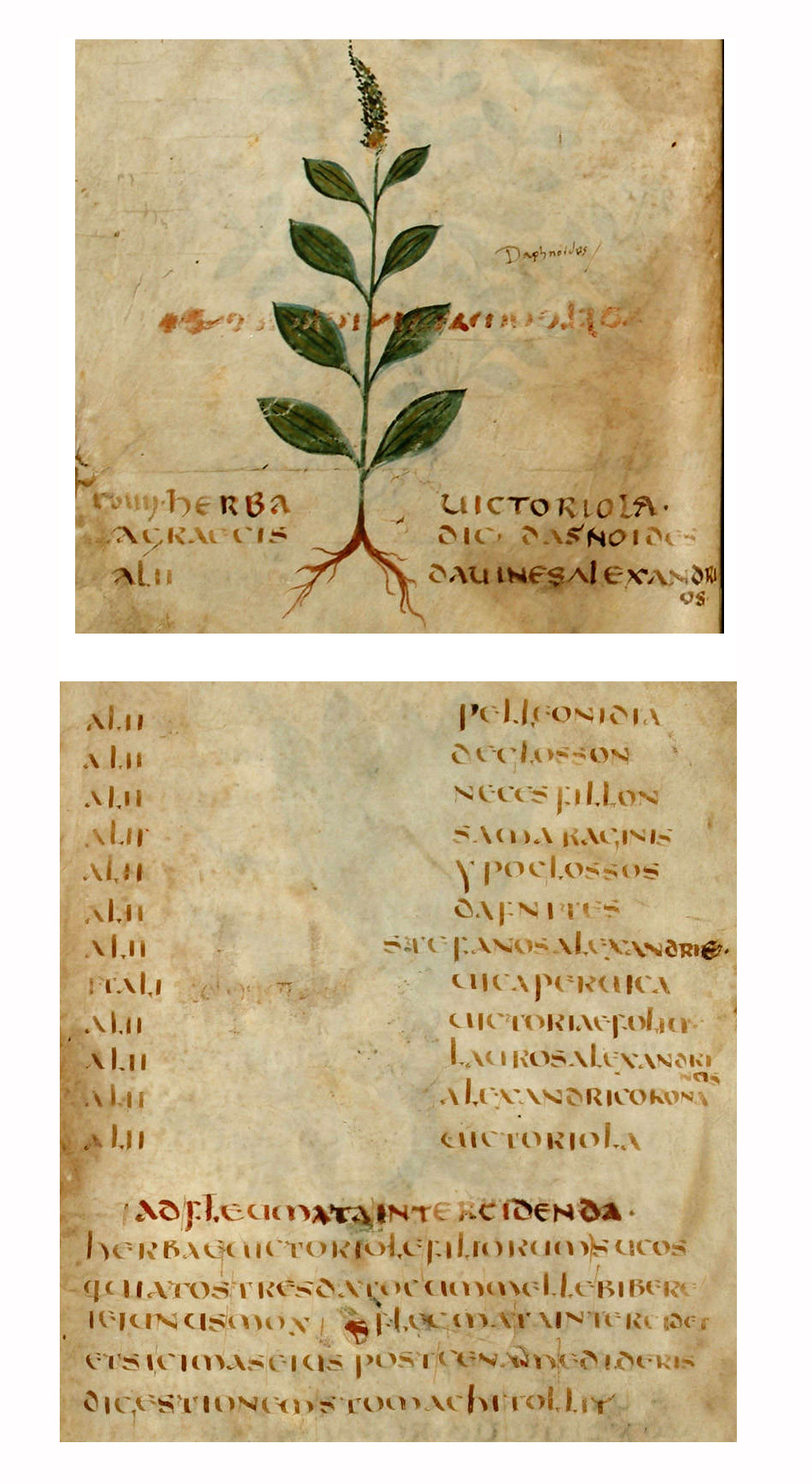
Pseudo-Apuleius Leiden 6. Jahrhundert
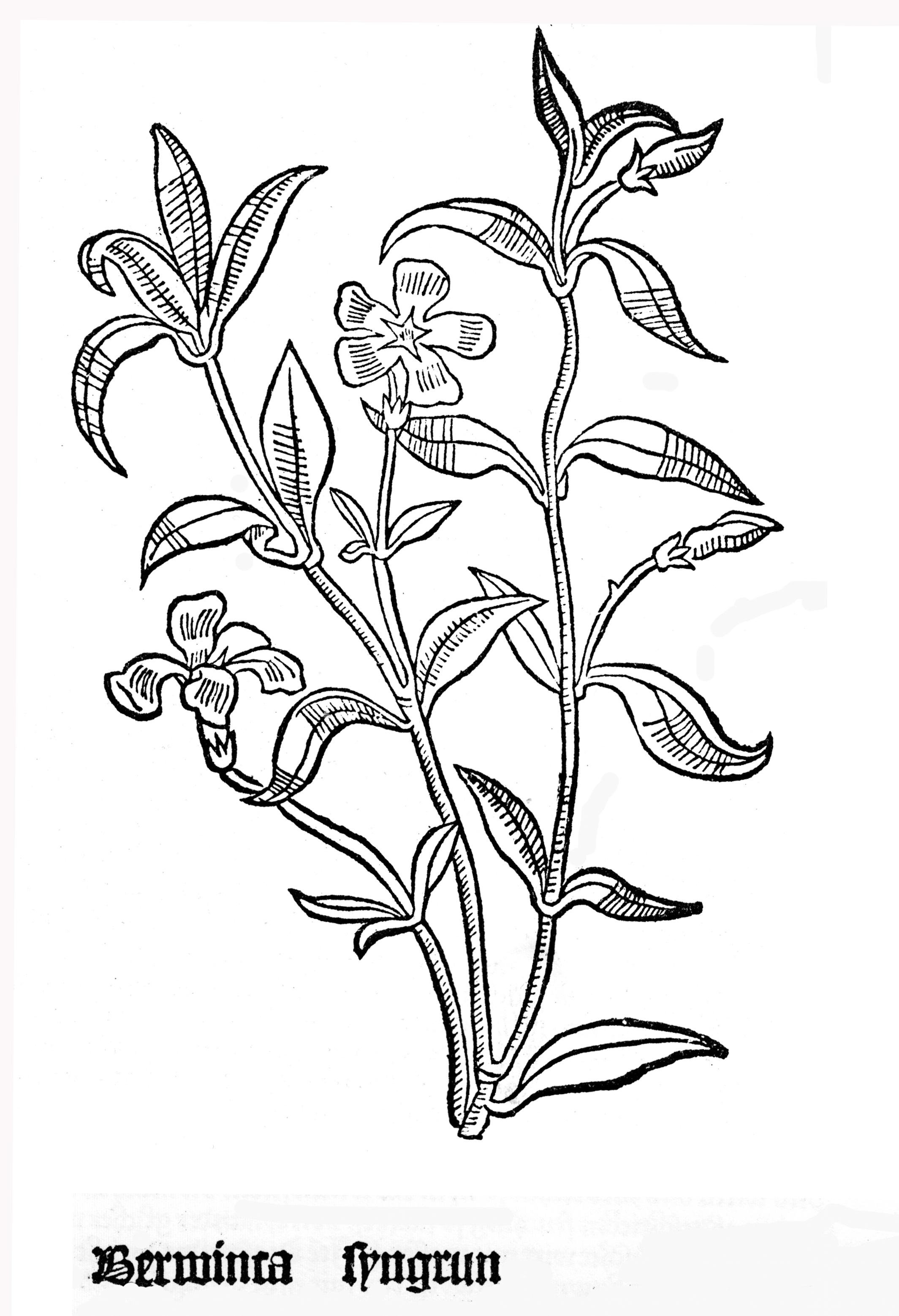
Gart der Gesundheit 1485
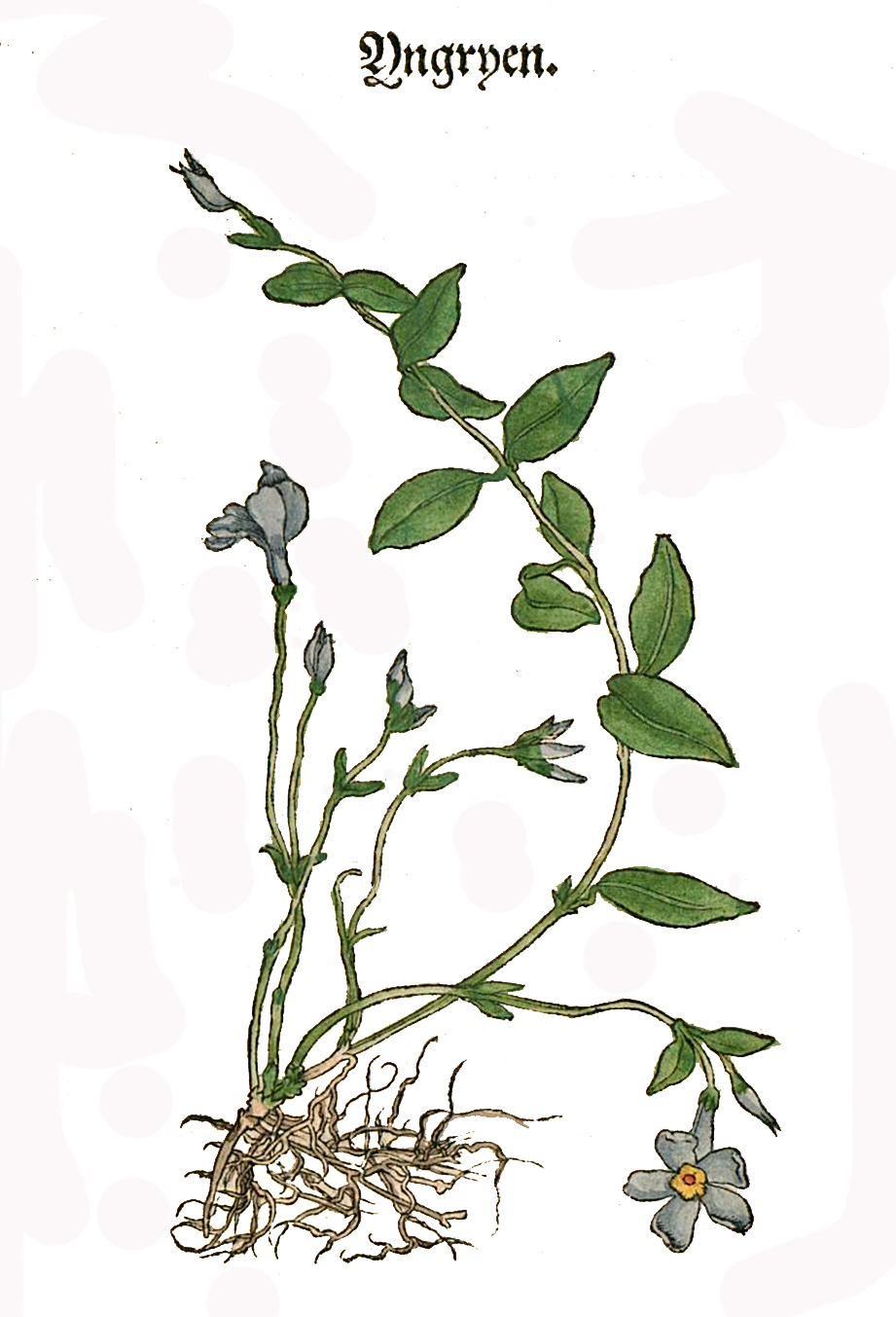
Otto Brunfels 1532
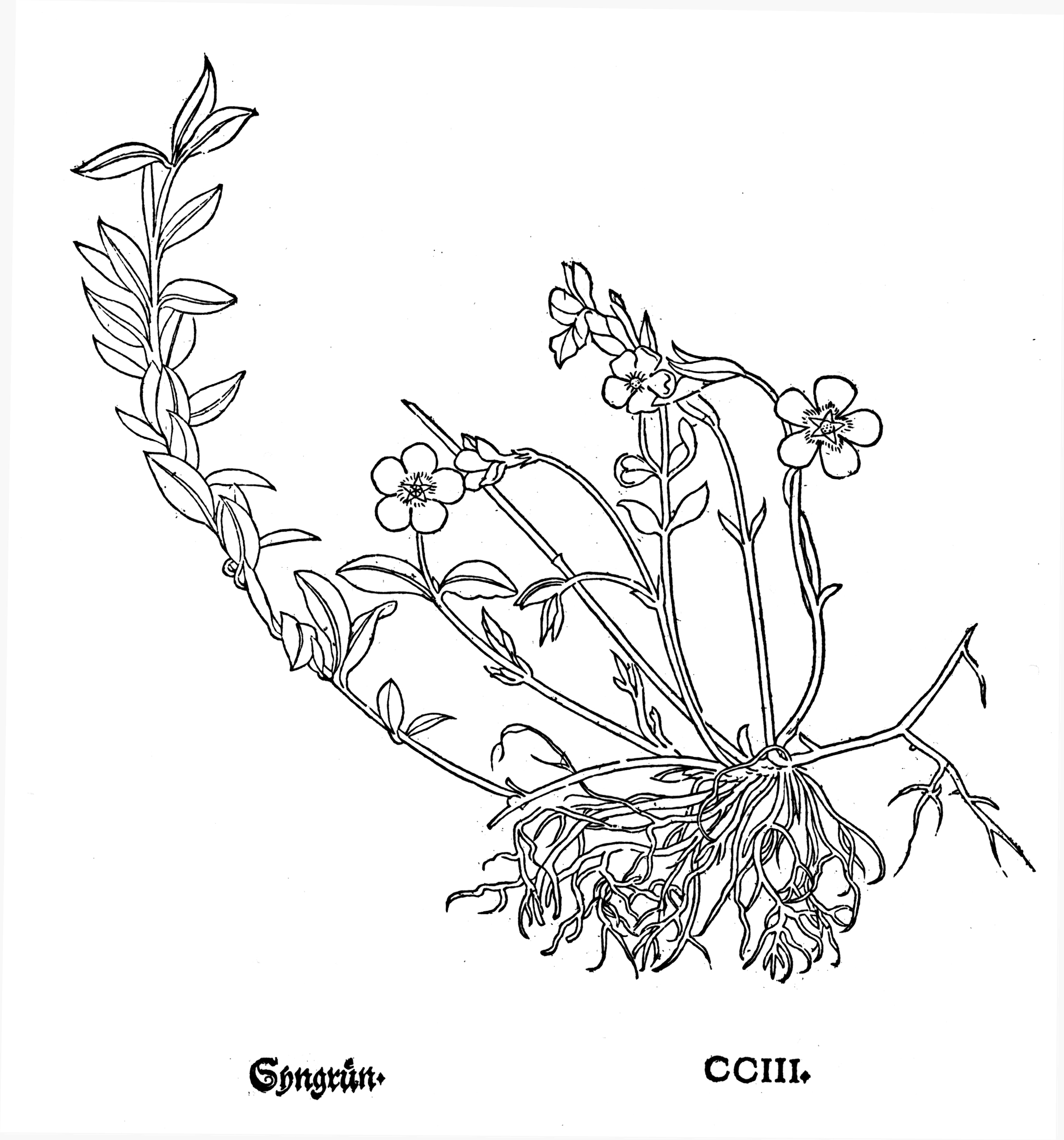
Leonhart Fuchs 1543
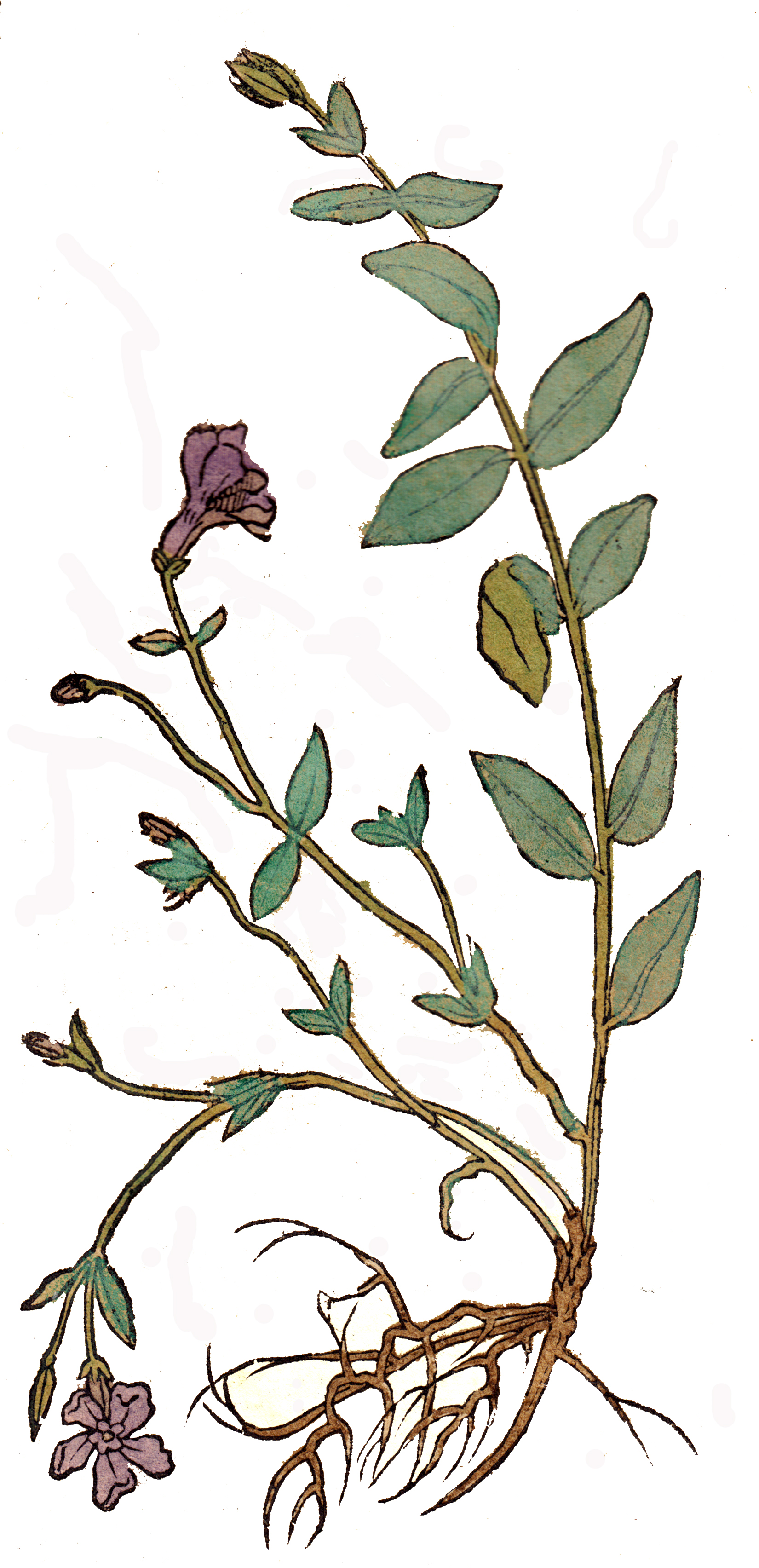
Hieronymus Bock 1546
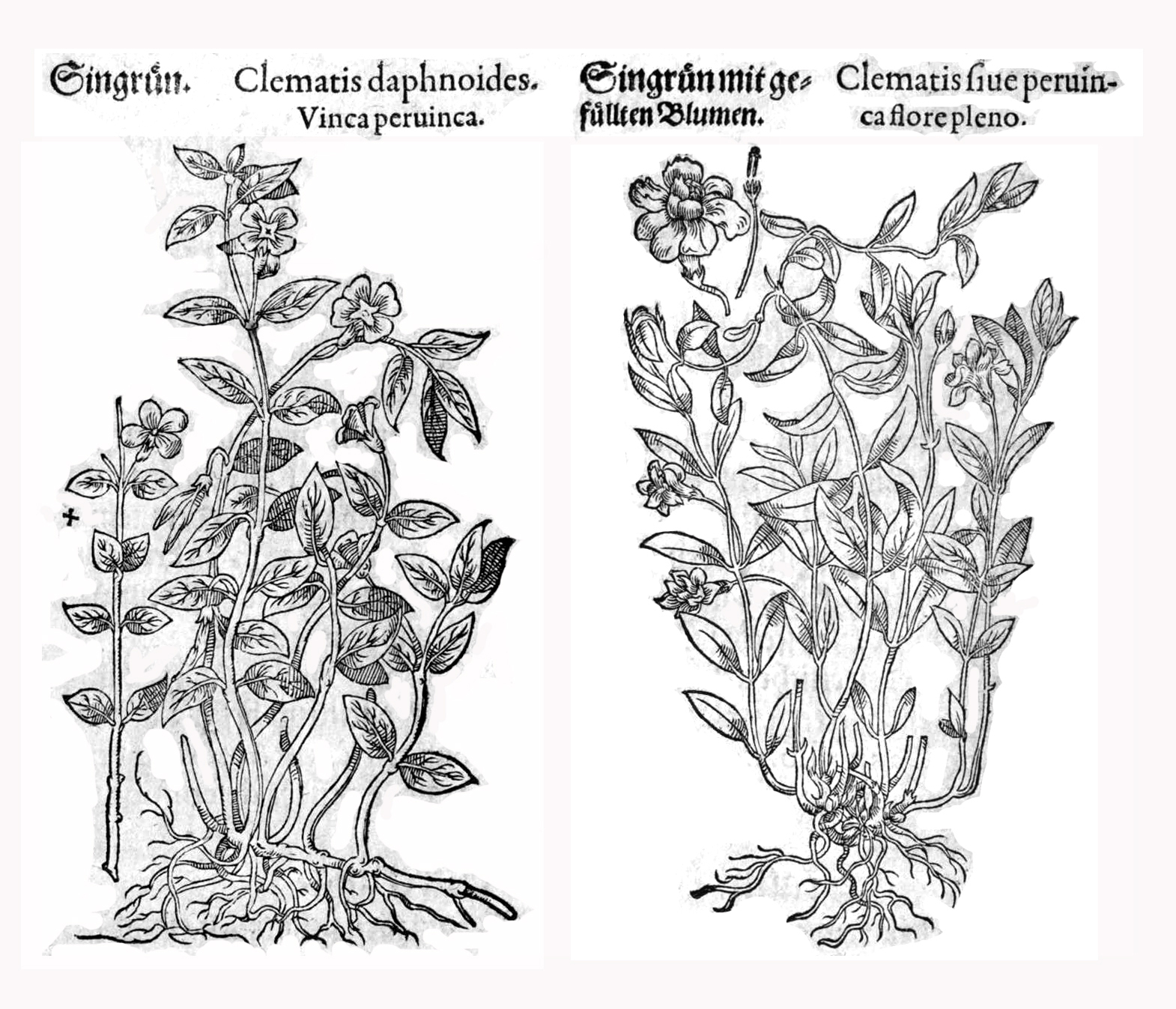
Mattioli / Handsch / Camerarius 1586